# 826
826 (DCCCXXVI) var ett normalår som började en måndag i den julianska kalendern.

## Händelser

### Okänt datum
- Den danske kungen Harald Klak döper sig och sin familj i närvaro av kejsare Ludvig den fromme i Mainz och får grevskapet Rüstringen i Frisland. Han får kejsarens militära stöd att återta sitt rike. Ansgar och klosterbrodern Autbert utväljs att följa med kungen och missionera i Jylland.

## Födda
- Methodios, grekisk lärd och kristen missionär (död 885).
- Ansgard av Burgund, drottning av Akvitanien.

## Avlidna
- Heondeok, kung av Silla.